# Rize

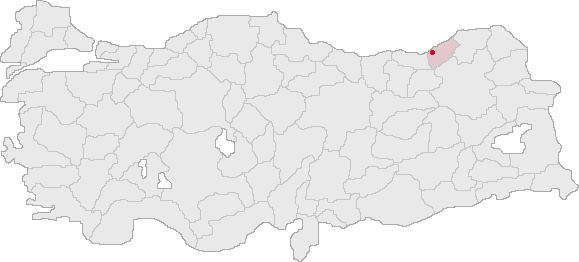
Współczesna turecka prowincja Rize

Rize (gr. Ριζούντα, Rizounta) – miasto w Turcji. Region słynny przede wszystkim z produkcji czarnej herbaty.
Według danych na rok 2000 miasto zamieszkiwało 78 144 osób, a według danych na rok 2015 całą prowincję ok. 328 979 osób. Gęstość zaludnienia w prowincji wynosiła ok. 94 osób na km².